# Коани (град)
Вижте пояснителната страница за други значения на Коани.
Коани е град, разположен на остров Занзибар. Градът е с население от 2146 души (2002 г.) и е столица на област Централен-Южен Занзибар. Коани се намира във вътрешността на острова и е на 10 км от град Занзибар.